# Between Seventeen and Twenty
Between Seventeen And Twenty è un brano composto dall'artista britannico Elton John, di Davey Johnstone e di Caleb Quaye; il testo è di Bernie Taupin.

## Il testo e la melodia
Interpretata da Elton, la canzone è l'undicesimo brano dell'album Blue Moves (1976), molto notato dalla critica. Nella melodia viene riservato un ruolo di rilievo alle chitarre, oltre che ai cori di sottofondo; viene messa evidenza la nuova formazione della Elton John Band, composta da Davey Johnstone (chitarra), Ray Cooper (percussioni), Caleb Quaye (chitarra), Roger Pope (batteria), James Newton Howard (tastiere) e Kenny Passarelli (basso). Proprio quest'ultimo si rivela essere, con ogni probabilità, il protagonista del pezzo. Infatti, il testo si riferisce alla moglie di Bernie, Maxine Feibelman (a lei è dedicata la famosa Tiny Dancer), dalla quale Taupin aveva recentemente divorziato. 
Feibelman aveva quindi stretto una relazione con Passarelli, all'epoca amico intimo del paroliere. Il titolo (letteralmente Tra i diciassette e i vent'anni) si riferisce alla differenza di età che intercorreva tra Bernie (20) e Maxine (17) all'epoca del loro primo incontro. 
Tuttavia, altre voci sostengono che il brano si riferisca in realtà ad Elton, giacché la futura rockstar aveva vent'anni quando incontrò per la prima volta il diciassettenne Taupin.
Dopo la pubblicazione dell'LP e di questo brano, per un certo periodo di tempo Elton e Bernie cessarono di collaborare.